# Bulbophyllum filovagans
Bulbophyllum filovagans là một loài phong lan thuộc chi Bulbophyllum.